# Landtagswahl im Burgenland 2010
- SPÖ: 18
- GRÜNE: 1
- ÖVP: 13
- LBL: 1
- FPÖ: 3

- SPÖ: 4
- ÖVP: 3

Die 20. Landtagswahl im Burgenland 2010 fand am 30. Mai 2010 statt. Nach dem amtlichen Endergebnis inklusive der Wahlkarten verfehlte die Sozialdemokratische Partei Österreichs (SPÖ) mit 48,3 % und dem Verlust eines Mandates die angestrebte absolute Stimmen- und Mandatsmehrheit. Die Österreichische Volkspartei (ÖVP) verzeichnet mit 34,6 % ebenfalls einen Verlust von 1,8 %, konnte ihren Mandatsstand jedoch halten. Die Freiheitliche Partei Österreichs (FPÖ) gewann mit einem Stimmenzuwachs von 3,2 Prozentpunkten und einem Stimmenanteil von 9,0 % ein Mandat hinzu. Die Grünen Burgenland (GRÜNE) verloren 1,1 %, schafften mit 4,2 % den Einzug in den Landtag mit einem Mandat (2005: 2). Die Liste Burgenland (LBL), die bei der Wahl erstmals antrat, ist mit einem Ergebnis von 4,0 % ebenfalls mit einem Mandat im Landtag vertreten. Das Bündnis Zukunft Österreich (BZÖ) verzichtete aus finanziellen Gründen auf eine Kandidatur.

## Ausgangslage

Mehrheiten bei der Landtagswahl 2005 nach Gemeinden

Bei der Landtagswahl 2005 hatte die SPÖ 52,2 % erreicht. Mit einem Plus von 5,6 % konnte die SPÖ dabei ihre 1987 verlorene absolute Stimmenmehrheit zurückerobern und erreichte mit 19 von 36 Mandaten erstmals seit dieser Wahl auch wieder die absolute Mandatsmehrheit, wobei die SPÖ vor allem von den Verlusten der FPÖ profitieren konnte. Den zweiten Platz belegte wie bereits bei den vorangegangenen Wahlen die ÖVP, die mit einem Plus von 1,1 % jedoch weit weniger von den Verlusten der FPÖ profitieren konnte. Mit 36,4 % erreichte die ÖVP wie bereits 2005 13 Mandate. Die FPÖ erreichte 2005 nicht einmal die Hälfte ihres ursprünglichen Ergebnisses und kam mit einem Verlust von 6,9 % nur noch auf 5,8 %. Dies bedeutete für die FPÖ das schlechteste Ergebnis seit 1982 und den Verlust zweier ihrer bisher vier Mandate. Die Grünen erreichten bei leichten Verlusten von 0,3 % einen Stimmenanteil von 5,2 %, womit sie ihre zwei Mandate halten konnten. Die Österreichische Bürger- und Wirtschaftspartei war hingegen am Einzug in den Landtag gescheitert.
Trotz der absoluten Mandatsmehrheit der SPÖ im Landtag bestand die Landesregierung nach der Landtagswahl 2005 auf Grund des Proporzsystems aus Mitgliedern von SPÖ und ÖVP. Die Landesregierung Niessl II unter Landeshauptmann Hans Niessl setzte sich dabei aus vier SPÖ- und drei ÖVP-Mitgliedern zusammen. Nachdem die Regierungsarbeit schon zuvor nicht friktionsfrei verlaufen war, wurde der Landtag in einer Sondersitzung am 21. Dezember 2009 auf Antrag und mit den Stimmen der SPÖ-Landtagsabgeordneten aufgelöst. Die SPÖ begründete ihren Schritt mit den Differenzen zwischen SPÖ und ÖVP bei den Themen Landesbudget, Assistenzeinsatz und der geplatzten Reform der Landesverfassung. Der Koalitionspartner ÖVP und die Oppositionsparteien FPÖ und Grüne stimmen dem Antrag der SPÖ hingegen nicht zu. Die ÖVP hatte der Reform der Landesverfassung mit der Abschaffung des Proporzes zuvor nicht zugestimmt, da sie sich nicht unter Zeitdruck hatte setzen lassen wollen.

### Wahltermin
Nach der vorzeitigen Auflösung des Landtags präferierte die SPÖ bei der Terminwahl den 2. Mai 2010, wobei mediale Kommentatoren insbesondere die kurz zuvor stattfindenden Bundespräsidentenwahl und die Feiern zum ersten Mai als mögliche Vorteile für die SPÖ sahen. Der für die Festlegung des Wahltermins verantwortliche Landeshauptmann-Stellvertreter Franz Steindl (ÖVP) legte in der Folge jedoch den 30. Mai als Wahltag fest. Er begründete seine Entscheidung damit, dass der 2. Mai kein idealer Wahltag sei, da die Wähler ansonsten nach der Bundespräsidentenwahl zum zweiten Mal innerhalb einer Woche wählen müssten und zudem an diesem Tag der Tag der Feuerwehr sei. Der 9. Mai käme in der Folge auf Grund des Muttertags nicht in Frage, der 16. Mai müsse für einen allfälligen zweiten Wahlgang der Bundespräsidentenwahl reserviert sein. Auch das darauf folgende Pfingstwochenende wäre als Wahltag ungeeignet. In der Folge präsentierte die SPÖ ein Gutachten des Verfassungsjuristen Heinz Mayer, nach dem der 30. Mai als Wahltermin verfassungswidrig sei, dennoch blieb der 30. Mai als Wahltag bestehen.

### Wahlrecht
Die Landtagswahl 2010 wurde im Burgenland nach der Landtagswahlordnung 1995 (LTWO 1995) durchgeführt, wobei durch eine Abänderung bereits vor der Landtagswahl 2005 das aktive Wahlalter auf 16 Jahre gesenkt worden war. Bei der Landtagswahl 2010 waren nach der LTWO 1995 all jene Personen aktiv wahlberechtigt, die am Wahltag, dem 30. Mai 2010, das 16. Lebensjahr vollendet hatten und am Stichtag, dem 10. März 2010, die österreichische Staatsbürgerschaft besaßen. Zudem mussten die Wahlberechtigten in einer Gemeinde des Burgenlandes ihren Wohnsitz haben und durften vom Wahlrecht nicht ausgeschlossen sein. Als Wohnsitz im Sinne der LTWO 1995 galt dabei ein Hauptwohnsitz im Burgenland. Zudem galt als Wohnsitz im Sinne der LTWO 1995, wenn sich eine Person in der Absicht in einem burgenländischen Ort niedergelassen hatte, diesen zu einem Mittelpunkt seiner wirtschaftlichen, beruflichen, familiären oder gesellschaftlichen Lebensverhältnisse zu machen, wobei zumindest zwei dieser Kriterien erfüllt sein mussten. Als Ausschluss von der Wahl galt hingegen die rechtskräftige Verurteilung durch ein inländisches Gericht wegen einer oder mehrerer mit Vorsatz begangener strafbarer Handlungen zu einer mehr als einjährigen Freiheitsstrafe. Der Ausschluss endete dabei sechs Monate nach Vollstreckung der Strafe.
Das passive Wahlrecht besaßen bei der Landtagswahl 2010 all jene Personen, die über das aktive Wahlrecht verfügen und am Wahltag das 18. Lebensjahr vollendet hatten.
Die Vergabe der Mandate erfolgte nach der LTWO 1995 in zwei Ermittlungsverfahren, wobei das Burgenland für das erste Ermittlungsverfahren in die Wahlkreise 1 (Neusiedl), 2 (Eisenstadt), 3 (Mattersburg), 4 (Oberpullendorf), 5 (Oberwart), 6 (Güssing) und 7 (Jennersdorf) unterteilt wurde und pro Wahlkreis zwischen zwei und sieben Mandate vergeben wurden. Die nicht verbrauchten Stimmen wurden in das Zweite Ermittlungsverfahren eingebracht und die Mandate in der Folge nach den Landeswahlvorschlägen vergeben.

### Umfragen
Die vor dem Start des Wahlkampfs veröffentlichte OGM-Umfrage prophezeite der SPÖ mit 48 % den Verlust der absoluten Mehrheit. Zudem prognostizierte OGM der ÖVP mit 34 % kleine Verluste und der FPÖ mit 10 % stärkere Gewinne. Die Grünen standen zu dieser Zeit laut OGM unverändert bei 5 % während die Liste Burgenland mit 2 % den Einzug in den Landtag verfehlt hätte. Die im Mai veröffentlichten Umfragen prognostizierten der SPÖ zwischen 49 und 52 %, womit das Erreichen der absoluten Mehrheit in Reichweite lag. Während die Institute GMK und Gallup der ÖVP mit 28 bis 31 % massive Verluste attestierten, sah Market die ÖVP mit 38 % sogar Gewinne einfahren. Während GMK und Gallup zwischen 9 und 11 % für die FPÖ errechneten, sah Market die FPÖ lediglich bei 7 %. Den Grünen wurden in den Umfragen im Mai zwischen 5 und 9 % gegeben, während die Meinungsforscher die LBL unter der Schwelle für den Einzug in den Landtag sahen.

### Wahlgang
Neben der persönlichen Stimmabgabe im Wahllokal war die Wahl am Wahltag auch mittels Wahlkarte möglich, die bis spätestens 12.00 Uhr des 28. Mai 2010 in der Wohnsitzgemeinde beantragt werden musste. Mit der Wahlkarte konnten die Wahlberechtigten ihre Stimmabgabe in allen Wahlkarten-Wahllokalen des Burgenlandes ausüben. Zudem war es den Wahlberechtigten möglich, ihre Wahlkarte mittels Briefwahl an die Kreiswahlbehörde zu übermitteln, wobei die Wahlkarte spätestens bis zum 2. Juni 2010, 14.00 Uhr bei der Kreiswahlbehörde (Bezirkshauptmannschaften) einlangen musste. Neben der Wahl der Partei konnten die Wahlberechtigten auch eine Vorzugsstimme auf der Landesebene und bis zu drei Vorzugsstimmen auf der Wahlkreisebene vergeben, wobei jeder Kandidat jeweils nur eine Vorzugsstimme erhalten konnte. Dabei wirkte die Vorzugsstimme stärker als die Stimme für eine Partei, d. h. wurde eine Partei angekreuzt, jedoch eine Vorzugsstimme an den Kandidaten einer anderen Partei vergeben, so galt diese Stimme auch für die Partei des Kandidaten.

## Wahlwerbende Parteien

### Sozialdemokratische Partei Österreichs (SPÖ)
Nachdem die Sozialdemokratische Partei Österreichs auf Bezirksebene Vorwahlen abgehalten hatte, an denen sich laut Parteiangaben rund 1.000 Personen beteiligten, wurde am 20. Februar 2010 bei einem Landesparteirat in Mattersburg die 72 Kandidaten für die Landesliste gewählt. Zum Spitzenkandidaten wurde der amtierende Landeshauptmann Hans Niessl gekürt, der 100 % der 137 abgegebenen Stimmen auf sich vereinen konnte. Im Vordergrund der SPÖ-Wahlkampagne steht das „Nein“ zum geplanten Asylzentrum in Eberau und die Verlängerung des Assistenzeinsatzes des Bundesheeres. Wahlziel von Landeshauptmann Niessl war das Halten der absoluten Mehrheit.

### Österreichische Volkspartei (ÖVP)
Der Parteivorstand der Österreichischen Volkspartei im Burgenland, ein 33-köpfiges Gremium, kürte am 18. Jänner 2010 auf Vorschlag des Parteipräsidiums einstimmig Landeshauptmannstellvertreter Franz Steindl zum Spitzenkandidaten für die Landtagswahl im Burgenland. Die Reihung der Landesliste wurde im April beschlossen. In ihrem Wahlprogramm „Worum es wirklich geht: 2010 - 2015“ stellte die ÖVP die Schaffung von Arbeitsplätzen an erste Stelle, wobei diese durch Investitionen in Infrastruktur, bessere Bildung, Abbau von Bürokratie und die Vereinbarkeit von Beruf und Familie erreicht werden sollen. Zudem stellte die ÖVP in ihrem Wahlprogramm den Einsatz für die Chancen der „Jungen“ durch den Kampf gegen die Jugendarbeitslosigkeit und Bildungsförderung in den Vordergrund, machte sich für eine verstärkte Hauskrankenpflege sowie regionale Generationenzentren stark und trat unter dem Slogan „Fleißig sein muss sich lohnen“ unter anderem für das Transferkonto ein. Steindl, der lange Zeit angekündigt hatte, 2010 Landeshauptmann werden zu wollen, schraubte während des Wahlkampfs sein Wahlziel zurück und wollte zuletzt lediglich „stärker werden“.

### Freiheitliche Partei Österreichs (FPÖ)
Der rund 20-köpfige burgenländische Landesparteivorstand der Freiheitlichen Partei Österreichs wählte bei einer Klausur am 6. Februar 2010 den burgenländischen Partei- und Klubobmann Johann Tschürtz zum Spitzenkandidaten. Auch die Landesliste wurde vom Parteivorstand beschlossen. Als Wahlziel gab die FPÖ die prozentuelle Zweistelligkeit sowie den Einzug in die Landesregierung aus. Die Freiheitlichen setzten im Landtagswahlkampf wie bereits bei der Landtagswahl 2005 auf die Themen Heimat und Sicherheit und wollen etwa kriminelle Asylwerber sofort abschieben.

### Die Grünen – Die Grüne Alternative (GRÜNE)
Nachdem die bisherige Klubobfrau der Grünen Margarethe Krojer angekündigt hatte, auf Platz 2 der Landesliste zu kandidieren und sich Joško Vlasich auf einen unwählbaren Listenplatz zurückgezogen hatte, präsentierten die burgenländischen Grünen den ehemaligen grünen Pressesprecher Michel Reimon Mitte Jänner 2010 als Spitzenkandidaten. Reimon wurde in der Folge am 30. Jänner 2010 bei einer Landesversammlung in Mattersburg mit 60 von 61 abgegebenen Stimmen gewählt. Ebenso erfolgte die Wahl der weiteren sechs Plätze bei dieser Landesversammlung. In ihrem Wahlprogramm setzen die Grünen die Themen „Menschlichkeit“ und Umweltschutz an erste Stelle, zudem widmen die Grünen in ihrem Wahlprogramm neben Kernthemen wie Demokratie und Bildung auch Wirtschaftsthemen, Raumplanung und Infrastruktur viel Platz ein. Als Wahlziel gab Listenzweite Margarethe Krojer das Brechen der absoluten Mehrheit der SPÖ aus, Spitzenkandidat Reimon kündigte an, sieben Prozent Stimmanteil bzw. drei Mandate erreichen und somit ein Mandat hinzugewinnen zu wollen.

### Liste Burgenland (LBL)
Für die Liste Burgenland (LBL), eine Plattform von Bürger- und Namenslisten die bei der Gemeinderatswahl 2007 bereits teilweise unter der Sammelbezeichnung Plattform Freie Bürgerlisten angetreten war, erstellte der Vorstand einen Vorschlag für die Landesliste, der bei einem Wahlkonvent am 28. Februar 2010 in Bad Sauerbrunn abgestimmt wurde. Bei dem Wahlkonvent wurde Manfred Kölly in offener Abstimmung zum Spitzenkandidaten der erstmals bei einer Landtagswahl antretenden Liste gekürt. Als Wahlziel gab die LBL das Erreichen von zwei bis vier Mandaten aus, wichtigste Themen im Landtagswahlkampf war das Auftreten gegen Parteibuchwirtschaft und die Stärkung der Gemeindeverwaltung.

### Wahlkampfbudgets
Die ÖVP bezifferte ihr Wahlkampfbudget mit 600.000 Euro, eine Zahl die jedoch vom politischen Gegner FPÖ in Zweifel gezogen wurde. Die FPÖ selbst gab gegenüber den Medien ein Wahlkampfbudget von 300.000 Euro an. Die Grünen investieren 150.000 Euro in den Landtagswahlkampf, die LBL wies 200.000 Euro als Wahlkampfbudget aus, wobei für die Finanzen jeweils die Bezirksorganisationen verantwortlich sind.

## Wahlkampfthemen

### Assistenzeinsatz im Burgenland
Dominierendes Thema des Landtagswahlkampfs war das Thema Sicherheit und damit verbunden die Diskussion über die Fortführung des Assistenzeinsatzes im Grenzgebiet des Burgenlandes. Landeshauptmann Niessl und Verteidigungsminister Norbert Darabos forderten während des Wahlkampfs mehrfach die Fortführung des verfassungsrechtlich umstrittenen Assistenzeinsatzes über das bisher vereinbarte Jahr 2010 hinaus. Auch Bundeskanzler Werner Faymann trat für eine Verlängerung des Assistenzeinsatzes noch vor der Landtagswahl ein. Alternativ zur Verlängerung des Assistenzeinsatzes forderte die SPÖ die Entsendung von zusätzlichen 300 Polizisten ins Burgenland, was von Innenministerin Maria Fekter (ÖVP) jedoch mit Hinweis auf die „gute Sicherheitslage“ und der hohen Anzahl an Polizisten zurückgewiesen wurde. Zudem verwies Fekter darauf, dass eine allfällige Verlängerung des Assistenzeinsatzes aus dem Verteidigungsbudget bezahlt werden müsse und über die Fortsetzung des Assistenzeinsatzes erst im Herbst entschieden werde. Die Grünen brachten das Thema Assistenzeinsatz mittels einer dringlichen Anfrage an Verteidigungsminister Darabos ins Parlament, wobei die Grünen den ihrer Meinung nach sinnlosen Assistenzeinsatz kritisierten. Tatsächlich waren 2009 lediglich neun illegale Einwanderer und kein Schlepper durch den Assistenzeinsatz im Burgenland und in Niederösterreich aufgegriffen worden. Die Forderung Niessls nach einer Verlängerung des Assistenzeinsatzes und die zuvor erfolgte Ablehnung des geplanten Asylzentrums in Eberau brachten ihm in der Folge den Vorwurf des Populismus durch die politischen Gegner, aber auch Journalisten ein.

### Vorzugsstimmen
Zu heftigen Diskussionen führte die von der SPÖ im Dezember 2009 umgesetzte Wahlrechtsänderung, mit der die Vergabe von Vorzugsstimmen geändert wurde. Wog bisher die Stimme für eine Partei schwerer als eine Vorzugsstimme, so wurde nun das Prinzip Vorzugsstimme schlägt Parteistimme eingeführt. Dadurch wählt, wer die Partei X ankreuzt und eine gültige Vorzugsstimme an einen Kandidaten der Partei Y vergibt, automatisch auch die Partei Y. Während die SPÖ die Wahlrechtsänderung als Fortschritt der direkten Demokratie bezeichnete, traten die Oppositionsparteien massiv gegen die neue Regelung auf. Kritisiert wurde unter anderem eine mögliche Verwirrung der Wähler, da beispielsweise die Gemeindewahlordnung im Burgenland die Wahl des Bürgermeisters auch gegen die eigene Parteistimme ermöglicht. In ihrer Kritik gehemmt war jedoch die ÖVP, da die Regelung im Burgenland jener im ÖVP-dominierten Niederösterreich entspricht. Zudem wurde Landeshauptmann Niessl selbst kritisiert, nachdem er einen Brief an die Wahlberechtigten versandt hatte, in dem ausdrücklich vermerkt war, dass man nun den Landeshauptmann direkt wählen könne. Die Grünen sprachen in der Folge von einer Wählertäuschung, Spitzenkandidat Michel Reimon bezeichnete diese Aussage sogar als „glasklarer Lüge“, nachdem der Landeshauptmann nur vom Landtag gewählt werden kann. Auch FPÖ und ÖVP schlossen sich dieser Einschätzung an, wobei die ÖVP von „roter Wählertäuschung mit System“ sprach. Niessl verteidigte den Brief hingegen und sah darin die Möglichkeit, ihn als Landeshauptmann zu stärken.

## Wahlausgang

Mehrheiten bei der Landtagswahl 2010 nach Gemeinden

|                                                      | Ergebnisse 2010  | Ergebnisse 2010  | Ergebnisse 2010  | Ergebnisse 2005  | Ergebnisse 2005  | Ergebnisse 2005  | Differenzen | Differenzen | Differenzen |  |
| ---------------------------------------------------- | ---------------- | ---------------- | ---------------- | ---------------- | ---------------- | ---------------- | ----------- | ----------- | ----------- |  |
| Wahlberechtigte                                      | 248.694          | 248.694          | 248.694          | 242.218          | 242.218          | 242.218          | + 6.476     | + 6.476     | + 6.476     |  |
| Wahlbeteiligung                                      | 77,30 %          | 77,30 %          | 77,30 %          | 81,38 %          | 81,38 %          | 81,38 %          | – 4,08 %    | – 4,08 %    | – 4,08 %    |  |
|                                                      | Stimmen          | %                | Mand.            | Stimmen          | %                | Mand.            | Stimmen     | %           | Mand.       |  |
| Abgegebene Stimmen                                   | 192.246          |                  |                  | 197.127          |                  |                  | – 4.881     |             |             |  |
| Ungültig                                             | 3.286            | 1,71 %           |                  | 4.537            | 2,30 %           |                  | – 1.251     | – 0,59 %    |             |  |
| Gültig                                               | 188.960          | 98,29 %          |                  | 192.590          | 97,70 %          |                  | – 3.630     | 0,59 %      |             |  |
| Partei                                               |                  |                  |                  |                  |                  |                  |             |             |             |  |
| Sozialdemokratische Partei Österreichs (SPÖ)         | 91.185           | 48,26 %          | 18               | 100.497          | 52,18 %          | 19               | – 9.312     | – 3,92 %    | – 1         |  |
| Österreichische Volkspartei (ÖVP)                    | 65.411           | 34,62 %          | 13               | 70.057           | 36,38 %          | 13               | – 4.646     | – 1,76 %    | ± 0         |  |
| Freiheitliche Partei Österreichs (FPÖ)               | 16.970           | 8,98 %           | 3                | 11.077           | 5,75 %           | 2                | + 5.893     | + 3,23 %    | + 1         |  |
| Die Grünen – Die Grüne Alternative (GRÜNE)           | 7.835            | 4,15 %           | 1                | 10.043           | 5,21 %           | 2                | – 2.208     | – 1,06 %    | – 1         |  |
| Liste Burgenland (LBL)                               | 7.559            | 4,00 %           | 1                | nicht kandidiert | nicht kandidiert | nicht kandidiert | + 7.559     | + 4,00 %    | + 1         |  |
| Österreichische Bürger- und Wirtschaftspartei (ÖBWP) | nicht kandidiert | nicht kandidiert | nicht kandidiert | 916              | 0,48 %           | 0                | – 916       | – 0,48 %    | – 0         |  |
| Gesamt                                               | 188.960          | 100,00 %         | 36               | 192.590          | 100,00 %         | 36               | – 3.630     |             |             |  |

### Wahlbetrug
Nachdem die Korruptionsstaatsanwaltschaft Ermittlungen aufgenommen hatte, gestand Wilhelm Heißenberger (ÖVP), der Bürgermeister der Gemeinde Unterrabnitz-Schwendgraben, eigenhändig 13 Wahlkarten gefälscht zu haben.
Es wird angenommen, dass die gefälschten Stimmen auf die Liste Burgenland entfielen, die die notwendige 4-Prozent-Hürde für den Einzug in den Landtag mit einer Stimme übertraf. Nach dem Bekanntwerden des Wahlbetruges wurde von der FPÖ zwar ein Neuwahlantrag angekündigt, aber nicht eingebracht.
Heißenberger selbst, dem die ÖVP-Gemeinderäte von Unterrabnitz ihr Vertrauen aussprachen, trat erst am 31. Oktober 2010 zurück. Bei der folgenden Nachwahl gewann der ÖVP-Kandidat Franz Haspel deutlich.